# Nikolaï Nikitine (architecte)
Nikolaï Vassilievitch Nikitine (en russe : Николай Васильевич Никитин), 15 décembre 1907 - 3 mars 1973), est un concepteur de structures et un ingénieur en construction de l'Union soviétique, connu pour ses structures monumentales.

## Biographie
Nikolaï Nikitine est né à Tobolsk, en Russie. Il est le fils de Vassili Petrovitch Nikitine (1893-1956), un spécialiste de la soudure et de l'ingénierie électrique,. Lorsque Nikolaï avait 17 ans, une morsure de serpent l'a laissé avec une blessure au pied permanente. En 1930, il est diplômé de l'Institut technologique de Tomsk avec une formation en construction.
En 1932, il conçoit la gare de Novossibirsk. En 1937, il vivait et travaillait à Moscou. Il a tourné son attention vers les calculs pour la fondation du monumental Palais des Soviets qui devait être construit sur le site de la cathédrale démolie du Christ Sauveur.
En 1957, il a été nommé concepteur en chef de Mosproekt-2 - Institut pour la planification de la construction de logements et de génie civil dans la ville de Moscou. 
Nikolaï Nikitine est décédé le 3 mars 1973 et est enterré au cimetière de Novodevichy.

## Réalisations
- Université d'État de Moscou, bâtiment principal de 240 m. de haut. Au moment de sa construction, c'était le plus haut bâtiment d'Europe. Construit de 1949 à 1953.
- Palais de la culture et de la science (Varsovie), construit de 1952 à 1955 en partenariat avec Lev Roudnev en tant qu'architecte principal.
- Stade Loujniki
- Une statue colossale de 85 mètres sur les hauteurs de Kourgane Mamaïev surplombant Volgograd, Statue de la Mère-Patrie (Volgograd), a utilisé 7900 tonnes de béton et d'acier dans une sculpture spectaculaire conçue par Evgueni Voutchetitch.
- Tour Ostankino - Achevée en 1967, haute de 540 m., la structure autoportante la plus haute de l'Eurasie.

## Publications
- N. V. Nikitine, A. I. Mikhaltchouk, V. I. Travouch, « Enquête sur les installations de fondation de la tour de télévision d'Ostankino », Osn. Fundam. Mekh. Gruntov, n° 2, 1970